# Gustaaf Hermans
Gustaaf Hermans (né le 12 mai 1951 à Wezemaal) est un coureur cycliste belge. Il a notamment été Champion du monde de cyclisme contre-la-montre par équipes en 1971 avec Gustaaf Van Cauter, Louis Verreydt et Ludo Van Der Linden. Il a représenté la Belgique lors des Jeux olympiques de 1972 puis a été professionnel de 1973 à 1975.

## Palmarès

### Palmarès amateur
- 1969
  - Champion du Brabant sur route juniors
- 1970
  - 2e du championnat de Belgique sur route juniors
- 1971
  -  Champion du monde du contre-la-montre par équipes
  - Grand Prix d'Affligem
  - 2e de la Flèche du Sud
- 1972
  - 2e étape du Tour d'Algérie
  - 5e étape du Tour de Belgique amateurs
  - Flèche ardennaise
  - Grand Prix Jef Scherens

### Palmarès professionnel
- 1973
  - GP E5
  - 2e de la Course des raisins
  - 2e du Circuit du Sud-Ouest (Omloop van het Zuidwesten)
- 1974
  - 3e du Grand Prix d'Antibes

## Résultats sur les grands tours

### Tour d'Italie
1 participation 
- 1973 : 90e